# Svenska Läkaresällskapet

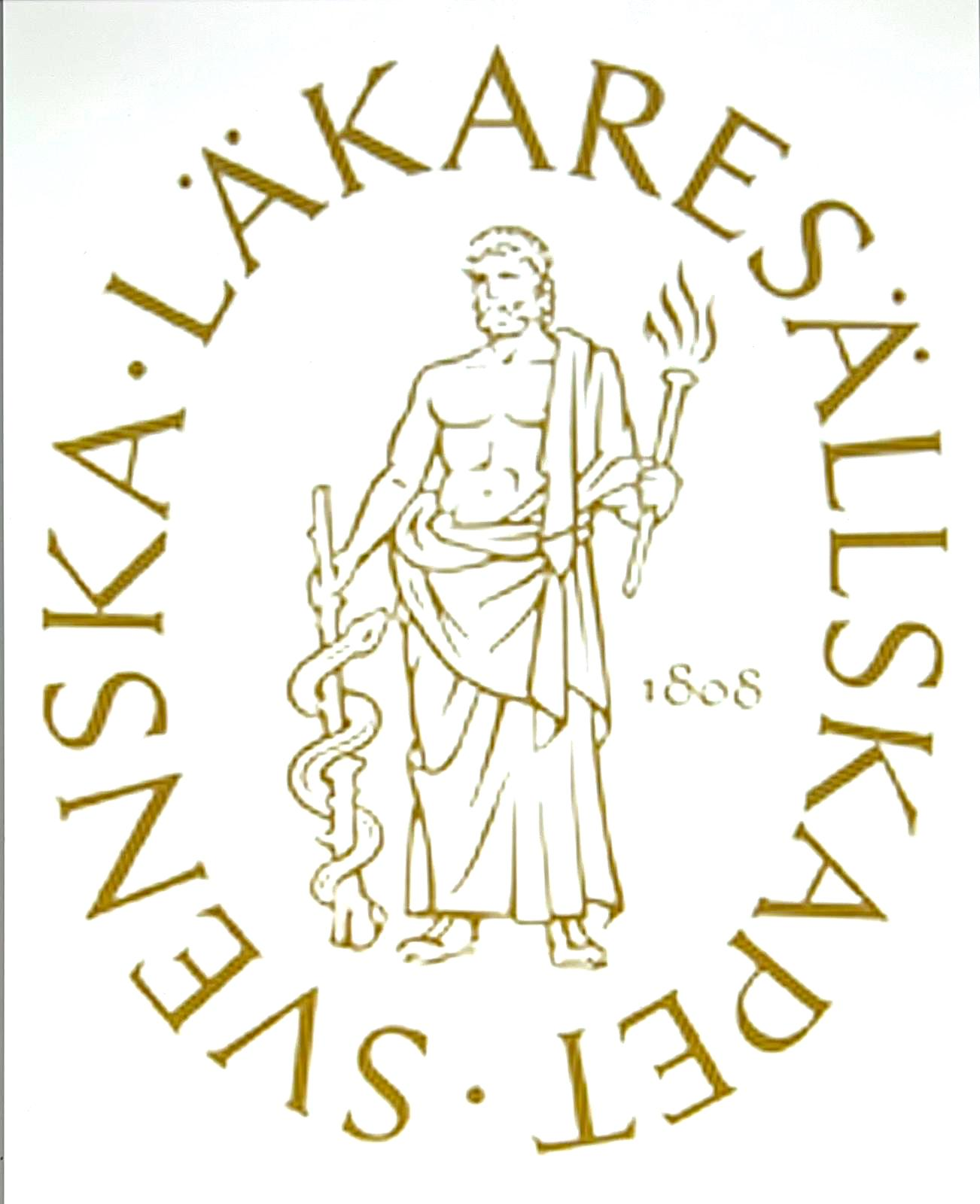
Svenska Läkaresällskapet logo

Svenska Läkaresällskapet är en ideell organisation för läkare grundad 25 oktober 1808, och är en av Europas äldsta läkarorganisationer. Sammanslutningen är läkarkårens vetenskapliga professionsorganisation som arbetar för vetenskap, utbildning, etik och kvalitet i hälso- och sjukvården. Svenska Läkaresällskapet delar ut omkring 50 miljoner kronor till forskningsanslag varje år och belönar god medicinsk forskning genom vetenskapliga priser, där Jubileumspriset om 175 000 kr är det äldsta.

## Organisation
Organisationen har (2024) 56 medlemsföreningar och cirka 34 000 medlemmar. Läkaresällskapet består av sektioner för olika medicinska specialiteter till exempel Svenska Barnläkarföreningen och Svensk Förening för Diabetologi. 
Ordförande för Svenska läkaresällskapet är sedan 1 juli 2024 Catharina Ihre Lundgren. Innan hon tillträde hade hon varit vice ordförande i organisationen sedan 2021.

### Associerade föreningar
Sedan 2001 finns inom Svenska Läkaresällskapet en särskild grupp för läkarstudenter och läkare före legitimation, Svenska Läkaresällskapets Kandidat- och Underläkarförening.

## Verksamhet
Svenska Läkaresällskapet arrangerar debatter, seminarier och utbildningsdagar i aktuella medicinska ämnen.

## Historia

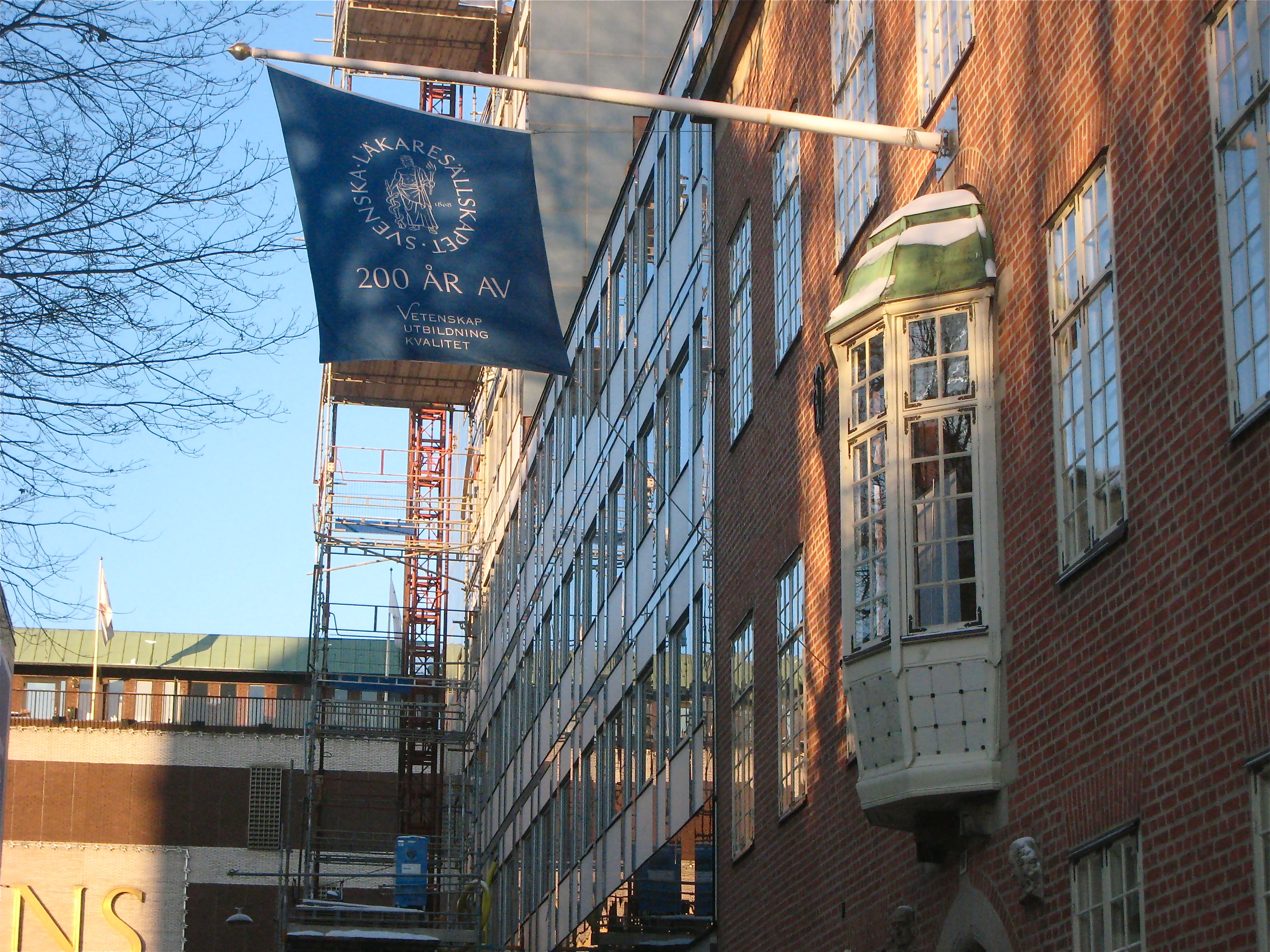
Sällskapets fana utanför Svenska Läkaresällskapets hus.

Svenska Läkaresällskapet grundades 1808 av Jacob Berzelius, Jonas Henrik Gistrén, Erik Gadelius, Anders Johan Hagströmer, Carl Fredrik von Schulzenheim, Eric Carl Trafvenfelt och Henrik Gahn den äldre.
Mellan 1943 och 2015 arrangerade Läkaresällskapet den tvärvetenskapliga kongressen Medicinska riksstämman, populärt kallad "läkarstämman", där forskningsrön presenterades, debatt och dialog främjades.
Medlemsantalet sjönk plötsligt 2012–2013, från omkring 17 000 medlemmar år 2012 till omkring 12 000 medlemmar 2013. I början av 2018 var antalet 10 000.
2021 gjordes en historisk medlemsreform, där de 66 vetenskapliga sektionerna tillfrågats om de ville bli medlemsföreningar. Läkarna i medlemsföreningarna blir, till skillnad från de i sektionerna, automatiskt medlemmar i SLS. Även om sektionsmedlemmar i viss utsträckning själva valt att vara med i SLS, innebar det en stor ökning i medlemsantalet.

## Fastigheter

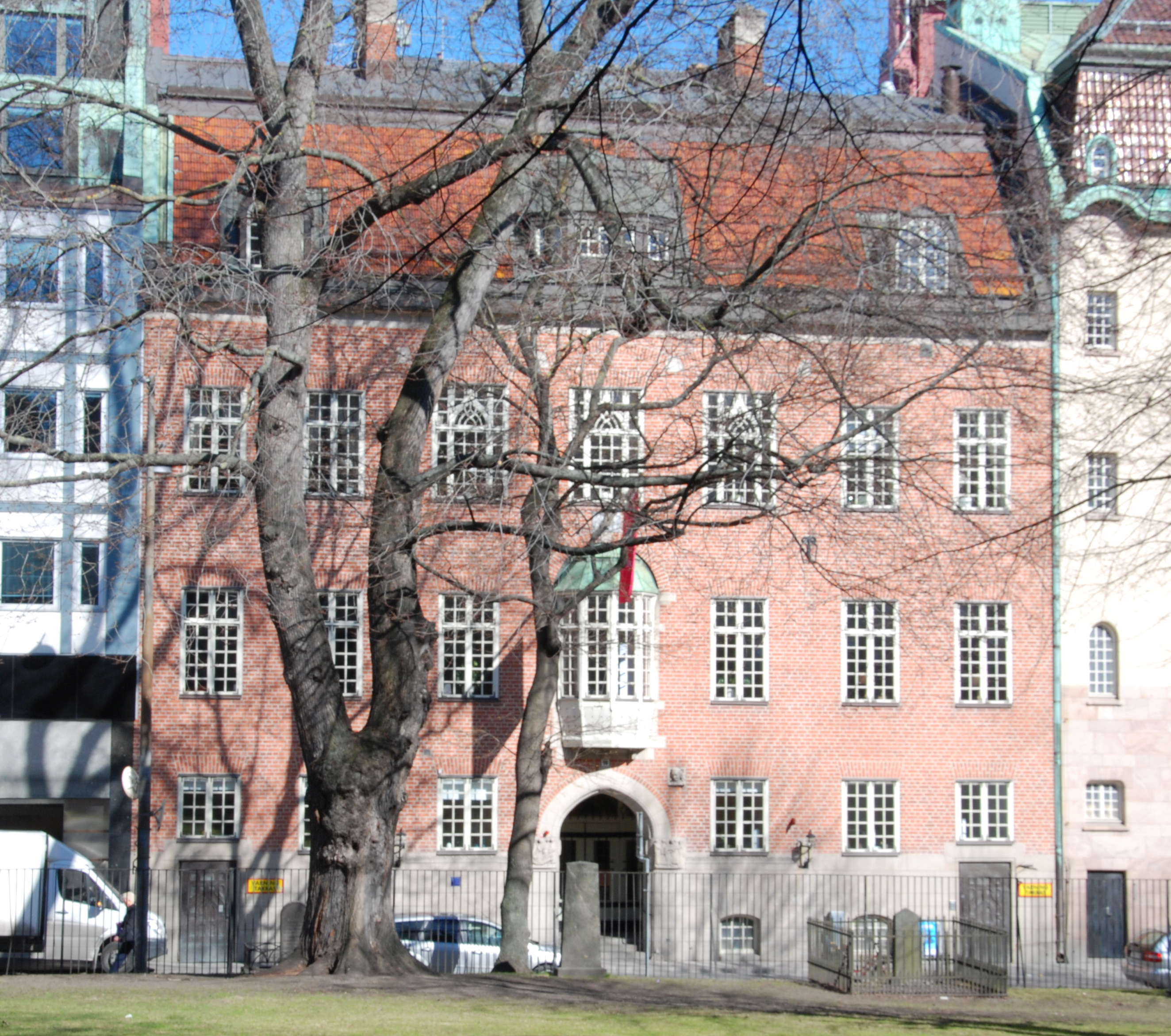
Svenska läkaresällskapets hus april 2011

Sällskapet flyttade först, 1821, in i hovkirurgen J L Wenners hus i Kvarteret Johannes större på Jakobsgatan i Stockholm. 1878 gjordes en omfattande ombyggnad efter ritningar av Carl Curman. 1907 såldes huset till Svenska Teknologföreningen, varefter sällskapet flyttade in i det nya Svenska Läkaresällskapets hus på Klara Östra Kyrkogata 10 i Stockholm.